# Thoms Place
Thoms Place war ein für die Volkszählung amtlich festgelegter Ort (census-designated place) auf Wrangell Island im Wrangell City and Borough, Alaska, USA.